# El Salitre (Zapotlanejo)
El Salitre es una localidad del estado mexicano de Jalisco. Es parte del municipio de Zapotlanejo.

## Demografía
| Gráfica de evolución demográfica |
|                                  |

| Censo | Población |
| ----- | --------- |
| 1900  | 42        |
| 1910  | 79        |
| 1921  | 149       |
| 1930  | 115       |
| 1940  | 174       |
| 1950  | 135       |
| 1960  | —         |
| 1970  | 293       |
| 1980  | 756       |
| 1990  | 858       |
| 2000  | 954       |
| 2010  | 1 113     |
| 2020  | 1 032     |